# VIA Technologies
VIA Technologies je tchajwanská společnost fungující v oblasti počítačového hardware a výrobě čipů. Vyrábí zejména čipové sady, mikroprocesory (řada x86) a další. Společnost byla založena v roce 1987 v Tchaj-peji.

## Produkty

### Procesory
- VIA Nano (Issah, 65nm)
  - Patice VIA NanoBGA (21x21mm)
    - L2100 (1,8GHz, V4 Bus 800MHz)
    - L2200 (1,6GHz, V4 Bus 800MHz)
    - U2250 (1,3+GHz, V4 Bus 800MHz)
    - U2225 (1,3GHz, V4 Bus 800MHz)
    - U2500 (1,2GHz, V4 Bus 800MHz)
    - U1700 (1,0+GHz, V4 Bus 800MHz)
    - U2300 (1,0GHz, V4 Bus 800MHz)

- VIA Nano (Issah, 65nm, x86-64)
  - Patice VIA NanoBGA (21x21mm)
    - L3100 (2,0GHz, V4 Bus 800MHz)
    - L3050 (1,8GHz, V4 Bus 800MHz)
    - U3200 (1,4GHz, V4 Bus 800MHz)
    - U3100 (1,3+GHz, V4 Bus 800MHz)
    - U3300 (1,2GHz, V4 Bus 800MHz)
    - U3500 (1,0GHz, V4 Bus 800MHz)

- VIA C7-M (Esther, 90nm)
  - Patice VIA NanoBGA2 (21x21mm)
    - 794 (2,0GHz, V4 Bus 400MHz, 20W)
    - 784 (1,8GHz, V4 Bus 400MHz, 18W)
    - 764 (1,6GHz, V4 Bus 400MHz, 15W)
    - 754 (1,5GHz, V4 Bus 400MHz, 12W)

- VIA C7-M ULV (Esther, 90nm)
  - Patice VIA NanoBGA2 (21x21mm)
    - 1,6GHz (V4 Bus 800MHz, 8W)
    - 1,6GHz (V4 Bus 400MHz, 7,5W)
    - 1,5GHz (V4 Bus 400MHz, 7,5W)
    - 1,2GHz (V4 Bus 800MHz, 5W)
    - 1,2GHz (V4 Bus 400MHz, 5W)
    - 1,0GHz (V4 Bus 400MHz, 3,5W)

- VIA C7-D (Esther, 90nm)
  - Patice NanoBGA2 (21x21mm)
    - 1,5GHz (V4 Bus 400MHz)
    - 1,8GHz (V4 Bus 400MHz)

- Rodina Embedded procesorů VIA Eden
  - Esther, 90nm, patice NanoBGA2 (21x21mm)
    - Eden (1,0-1,5GHz, V4 Bus 400MHz)
    - Eden ULV (0,4-1,2GHz, V4 Bus 400MHz)

  - Nehemiah, 130nm, patice NanoBGA (Eden-N,15x15mm) nebo EBGA (35x35mm)
    - Eden-N (533-1000MHz, FSB 133MHz)
    - Eden ESP (667-1000MHz, FSB 133MHz)

  - Samuel 2, 150nm, patice EBGA (35x35mm)
    - Eden ESP (300-600MHz, FSB 66-133MHz)

- VIA C3 (Nehemiah, 130nm a Samuel 2, 150nm)
  - do 1,4GHz

### Čipové sady pro procesory VIA
- Desktopové
  - VX900
  - VN1000
  - VX855
  - VX800
  - CN896
  - CN800
  - CX700M
  - CN700
  - CN400
  - CLE266
  - PLE133T
  - PN133

- Mobilní
  - VX900
  - VX855
  - VX800U
  - VX800
  - VN896
  - CN896
  - VN800
  - VX700
  - CN400
  - CLE266
  - PLE133T
  - PN133

### Čipové sady pro procesoryIntel
- Desktopové
  - Pro Core2
    - PT890
    - PT880 Ultra
    - P4M900
    - P4M890
    - P4M800 Pro
    - P4M800

  - Pro Pentium 4
    - PM880
    - PT800
    - PM800
    - P4X533
    - P4X400
    - P4X333
    - P4X266A
    - P4X266E
    - P4X266
    - P4M266

  - Pro Pentium III
    - PLE133T
    - PN133
    - Pro266T
    - Pro266
    - Pro133A
    - Pro133
    - PLE133
    - PM133